# Ліліт (роман)
«Ліліт» (англ. Lilith: A Romance) — фентезійний роман шотландського письменника-фантаста Джорджа Макдональда. Перше видання роману відбулося 1895 року. 
Цей роман вважається найсумнішим із творів Макдональда, та найбільш глибоким. У творі йдеться про сенс життя, смерті та спасіння. Автор був християнським універсалістом, та вважав, що усі будуть врятовані врешті-решт. Проте в романі спасіння досягають лише через подолання майже неможливих перешкод, наприкінці довгих та складних подорожей, та завдяки допомоги іншим.

## Сюжет
Головним героєм роману є містер Вейн, що володіє великим маєтком з власним будинком, в якому є старовинна бібліотека. Події починають розгортатися саме в цій бібліотеці, де з'являється привид у подобі ворона. Вейн проходить услід за вороном крізь дзеркало, де бачить інший світ, у якому спить на ліжках багато людей. Ворон підмовляє заснути з ними, проте Вейн відмовляється та повертається додому.
Потім Вейн довідується, що насправді його відвідує чоловік (містер Рейвен), який знав його батька, а тепер живе у паралельному світі і тільки через ворона може контактувати зі звичайним світом. Вейн слідує за Рейвеном через дзеркало у «регіон семи вимірів».
Вейн бачить безліч ліжок, у яких померлі сплять до кінця світу. Батько Вейна відмовився спати там і замість цього змушений битися зі скелетами в лісі з привидами. Після небезпечної подорожі долиною, де Вейна захищає тільки місячне світло, він зустрічає дітей, які, залишаючись морально чистими, ніколи більше не ростуть, або, стаючи егоїстами, перетворюються на дурних злих велетнів. Після розмови з Лоною, старшою з дітей, містер Вейн вирішує допомогти дітям подорослішати. Проте Ворон застерігає Вейна, що для цього йому доведеться заснути разом з мерцями. 
Під час подорожі Вейн зустрічає Ліліт, першу дружину Адама, та протистоявши її чарам, повертається додому. Рейвен пояснює, що Ворон — це Адам, а Ліліт вирушила за ним до «регіону семи вимірів» аби вбити свою дочку Лону.
Вейн знову проходить крізь дзеркало, щоб урятувати Лону. Як виявляється, Ліліт володіє водою, що необхідна дітям для зростання. Бувши справжньою матір'ю людства, вона вважає себе та людей невдачею Бога. Вейн веде дітей на боротьбу проти Ліліт. Лона, улюблена Вейном, виявляється донькою Ліліт, і її вбиває власна мати. Однак діти схоплюють Ліліт і приводять до Адама та Єви, де намагаються розтулити її намертво стиснену долоню, в якій міститься вода. Після довгої боротьби Ліліт погоджується отримати спасіння та наказує Адаму відрізати її руку. Ліліт засинає, а Вейна відправляють поховати руку. Вода очищує землю і діти засинають. Вейн лягає на призначене йому ліжко і прокидається у себе вдома.
Хоча Вейн не впевнений, чи справді він прокинувся, або це йому сниться, він мріє знову потрапити в паралельний світ і воскреснути після сну разом з іншими людьми.

## Критика
Джеймс Бліш вважав «Ліліт» «одним із величезних оригіналів», стверджуючи, що в романі «алегорія є жодним чином не нав'язливою, а сюжет є належним чином як напруженим, так і надприродно божевільним». Деякі інші критики бачили сюжет «тяжко навантаженим символами вікторіанської епохи», або маючим багато паралелей з іншим твором Макдональда — «Фантастами» (1858) — чи творами Льюїса Керрола. З іншого боку, роман вважається таким, що мав серйозний вплив на створення Девідом Ліндсеєм його роману «Подорож до Арктуру» та на творчість автора «Хронік Нарнії» Клайва Стейплза Льюїса, а також декількох інших відомих письменників.